# Psammogeton flabellatus
Psammogeton flabellatus är en flockblommig växtart som beskrevs av Joseph Friedrich Nicolaus Bornmüller och Erwin Gauba. Psammogeton flabellatus ingår i släktet Psammogeton och familjen flockblommiga växter. Inga underarter finns listade i Catalogue of Life.